# Honda CB 650 C
Bei der CB 650 C handelt es sich um einen Ende der 1970er entwickelten „Softchopper“. Softchopper deshalb, weil diese Konstruktion keine eigenständige Entwicklung war. Um den schnell wachsenden Choppermarkt bedienen zu können, nahm man die Rahmen von Straßenmaschinen – hier der CB 650 – und verwandelte diese mit optischen Retuschen wie anderem Lenker, Tropfentank, stufiger Sitzbank und kleinerem Hinterrad zu einem „Chopper“.

## Geschichte
Aufgrund des Erfolges mit der CX 500 C hielt Honda noch einige Jahre an dem Softchopperprinzip fest. Hierzu zählen zum Beispiel die CM 400 T, CB 750 C, CX 650 C und natürlich auch die CB 650 C, intern auch RC 05 genannt. Diese lieferte Honda in zwei verschiedenen PS-Klassen aus: 63 und versicherungsgünstige 50 PS. Zur Leistungssteigerung erhielt die 63-PS-Version eine andere Vergaseranlage sowie eine schärfere Nockenwelle.

## Testberichte
Zeitgenössische Testberichte in diversen Motorradzeitschriften bestätigen, dass Honda mit der CB 650 C das richtige Konzept getroffen hatte. Hervorgehoben wird die gute Ausstattung, wirkungsvolle Bremsen, der niedrige Verbrauch bis hin zur exakten Schaltung. Als negativ wurde die schlechte Bereifung, abweichende Leistungswerte (gemessene 47 statt 63 PS) und die unkomfortablen Federbeine beanstandet.

## Nachfolgemodell
Als Nachfolger für die RC 05 stellte Honda die optisch moderner gestaltete CB 650 SC (RC 08) vor.

## Wartungshinweis
| -                            | Kraftstoff: Benzin          | Verbrauch: 6,2 ltr. (63-PS-Version) | Tankvolumen: 14,2 davon 3,8 Reserve |
| Bohrung: 59,8 mm             | Hub: 55,8 mm                | Verdichtung: 9,0                    |                                     |
| Bereifung vorne: 3.50 S 19   | Bereifung hinten: 130/90-16 | Zuladung: 191 kg kg                 |                                     |
| Gewicht (fahrbereit): 211 kg |                             |                                     |                                     |